# メルコスール

メルコスール

標語
Nuestro Norte es el Sur  (スペイン語)
Nosso norte é o Sul  (ポルトガル語)
Yvy mba'e yvate ojehegui  (グアラニー語)
（日本語訳）「我らが北とは南なり」

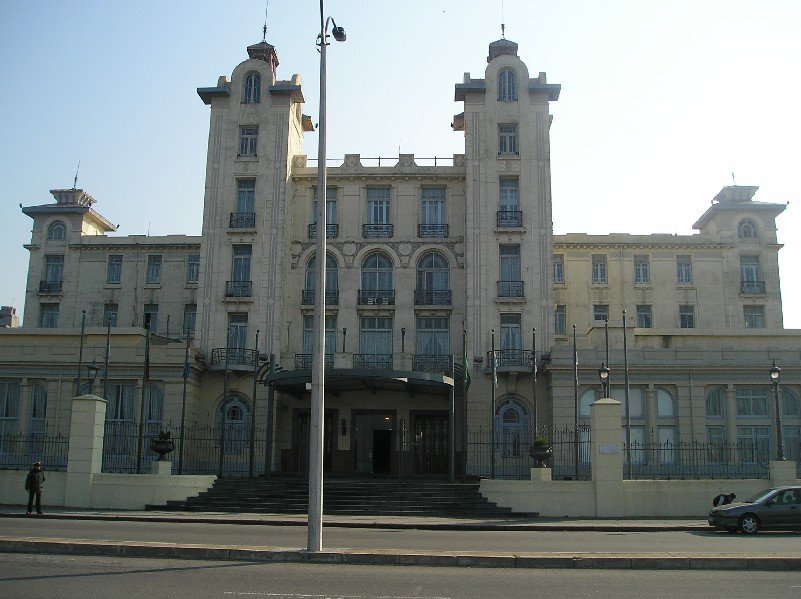
モンテビデオのメルコスール本部。

メルコスール（スペイン語: Mercosur; Mercado Común del Sur、ポルトガル語: Mercosul; Mercado Comum do Sul、英：Mercosur; Southern Common Market）は、1991年のアスンシオン条約と1994年のウロ・プレト議定書により設立された、南アメリカの貿易圏である。
日本語では、南米南部共同市場または南米共同市場と訳される。日本の外務省やJETRO、JICAなどは、前者を用いることが多い。
アルゼンチン、ブラジル、パラグアイ、ウルグアイ、ボリビアが正加盟している。ベネズエラは正加盟国であったが、2017年8月から加盟資格を停止されている。準加盟国はチリ、コロンビア、エクアドル、ガイアナ、ペルー、スリナム。
メルコスールの起源は、ラテンアメリカの地域経済市場の構成に関する議論に関連している。これは1960年のラテンアメリカ自由貿易連合条約に遡り、1980年代にラテンアメリカ統合連合がそれを継承したことに由来する。当時、アルゼンチンとブラジルはイグアス宣言（1985年）に署名して二国間委員会を設置し、翌年には一連の貿易協定を締結するなど、この問題を進展させていた。1988年に両国間で調印された統合・協力・開発条約は、共通市場の確立を目標としており、他のラテンアメリカ諸国も参加できるようになっていた。パラグアイとウルグアイもこのプロセスに参加し、4カ国はアスンシオン条約（1991年）の調印国となった。この条約は南部共同市場を設立したもので、地域経済の活性化、物、人、労働力、資本の移動を目的とした貿易同盟である。当初は自由貿易圏が設定され、加盟国はお互いの輸入品に課税や制限をしないことになっていた。1995年1月1日からは、この地域は関税同盟となり、全ての加盟国が他国からの輸入品に同じ割当量を課すことができるようになった（共通対外関税）。翌年にはボリビアとチリが加盟国となった。他のラテンアメリカ諸国も加盟に関心を示している。
メルコスールの目的は、自由貿易とモノ、人、通貨の流動的な移動を促進することである。設立以来、メルコスールの機能は何度も更新され、修正されてきたが、現在は関税同盟に限定されており、ゾーン内の自由な貿易と加盟国間の共通の貿易政策が存在する。2019年の名目国内総生産（GDP）は約4.6兆ドルで、世界で5位の経済圏となっている。この圏は人間開発指数でも上位に位置している。メルコスールは、イスラエル、エジプトなどと自由貿易協定を締結している。

## 活動

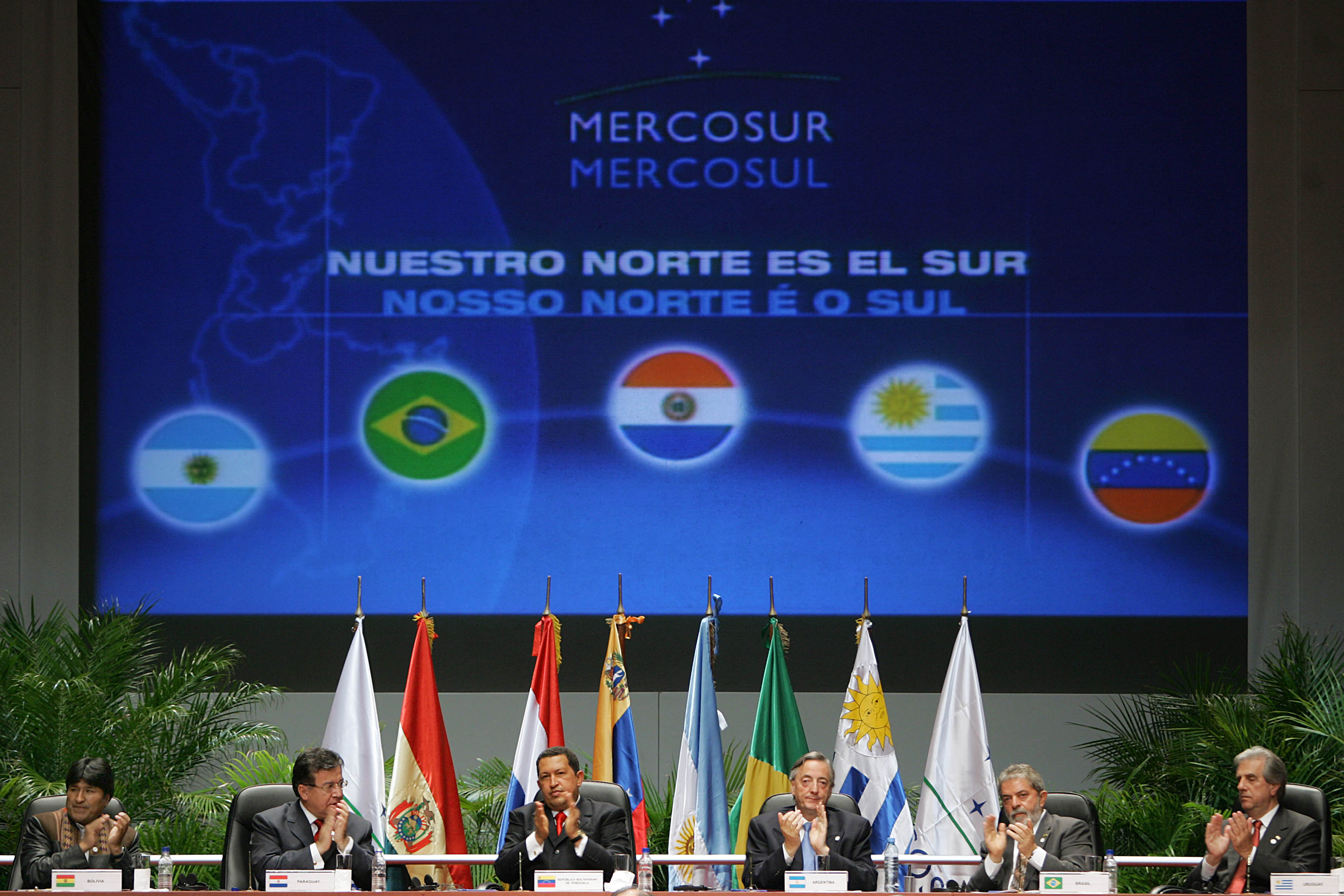
メルコスールの会議（2005年）

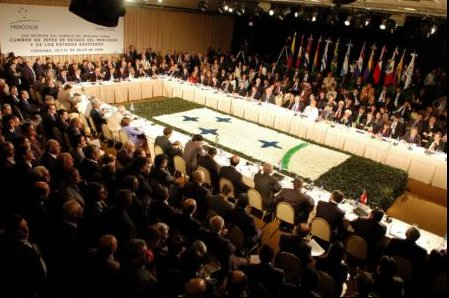
メルコスールの会議（2006年）

欧州連合（EU）のような自由貿易市場の南米での創設、具体的には域内での関税撤廃と域外共通関税を実施することを目的として、1991年にパラグアイのアスンシオンでアルゼンチン、ウルグアイ、パラグアイ、ブラジルの4カ国が調印。1994年12月には4ヵ国首脳がブラジルのオウロ・プレットに集まり最終議定書に調印し、1995年1月に発足した。2023年12月7日、リオデジャネイロで開かれた首脳会議において、ボリビアが同日から正式加盟国となることが承認された。
加盟国は2004年12月以降、アンデス共同市場（アンデス共同体）と相互に準加盟の形で協力関係にある。
2005年発足予定であった米国主導の米州自由貿易地域 (FTAA) 計画に先行するものとみる期待もあったが、2005年11月4日、5日にマル・デル・プラタで開かれた第4回米州首脳会議で当時のメルコスール諸国とベネズエラの反対でFTAA計画は頓挫している。この後にベネズエラがメルコスールへの加盟を表明した。
ベネズエラを加えて、南米全体の人口の約7割に当たる2億6千万人、国内総生産全体の75%を占めることになった。ベネズエラと他の加盟国との間の貿易関税は2010年から2013年にかけて撤廃される予定である。
アルゼンチンのフェルナンデス大統領とブラジルのルラ大統領は、2008年2月22日、メルコスールを強化することを謳った共同声明を発表した。声明は、不干渉と国際法の尊重が両国の基本原則と位置づけている。
2010年8月3日、アルゼンチン西部のサンフアンで首脳会議を開いた。ベネズエラ・コロンビア間の危機を打開するために、南米諸国連合（UNASUR）の首脳会議をできるだけ早く開催するように呼びかけた。会議には加盟国のアルゼンチン、ブラジル、ウルグアイ、パラグアイと準加盟国のチリ、ボリビアの大統領が参加した。正式加盟手続途中のベネズエラのチャベス大統領に代わり、マドゥロ外相が参加した。
2011年12月20日、ウルグアイの首都モンテビデオで首脳会議が開かれた。最終宣言で4か国は、南米地域で起こった「重大な人権侵害について記憶、真実、正義を追求する」立場を再確認し、左翼政党や労組活動家を弾圧した「コンドル作戦」をはじめ南米南部における共同弾圧網に関して情報を得る専門グループを設立する、と述べた。
2019年6月28日、欧州連合（EU）と自由貿易協定（FTA）を締結することで合意。欧州自由貿易連合（EFTA）、カナダ、シンガポール、韓国ともFTA締結を交渉している。

## 構成国
| 紋章                 | 国または地域                        | 首都                 | 面積                                   | 人口 （2018） | 人口 密度                          |
| -------------------- | ----------------------------------- | -------------------- | -------------------------------------- | ------------- | ---------------------------------- |
|                      | アルゼンチン （正加盟国）           | ブエノスアイレス     | 2,766,890 km 2 （1,068,300平方マイル） | 44,361,150    | 16.03 / km 2 （41.5 /平方マイル）  |
|                      | ブラジル （正加盟国）               | ブラジリア           | 8,514,877 km 2 （3,287,612平方マイル） | 209,469,323   | 24.6 / km 2 （64 /平方マイル）     |
|                      | パラグアイ （正加盟国）             | アスンシオン         | 406,750 km 2 （157,050平方マイル）     | 6,956,066     | 17.1 / km 2 （44 /平方マイル）     |
|                      | ウルグアイ （正加盟国）             | モンテビデオ         | 176,220 km 2 （68,040平方マイル）      | 3,449,285     | 19.57 / km 2 （50.7 /平方マイル）  |
|                      | ボリビア （正加盟国）               | ラパス、 スクレ      | 1,098,580 km 2 （424,160平方マイル）   | 11,353,142    | 10.3 / km 2 （27 / sq mi）         |
|                      | ベネズエラ （無期限資格停止国）     | カラカス             | 916,445 km 2 （353,841平方マイル）     | 28,887,118    | 31.52 / km 2 （81.6 /平方マイル）  |
|                      | チリ （準加盟国）                   | サンティアゴ         | 756,950 km 2 （292,260平方マイル）     | 18,729,160    | 24.74 / km 2 （64.1 /平方マイル）  |
|                      | コロンビア （準加盟国）             | ボゴタ               | 1,141,748 km 2 （440,831平方マイル）   | 49,661,048    | 43.49 / km 2 （112.6 /平方マイル） |
|                      | エクアドル （準加盟国）             | キト                 | 283,560 km 2 （109,480平方マイル）     | 17,084,358    | 60.24 / km 2 （156.0 /平方マイル） |
|                      | ガイアナ （準加盟国）               | ジョージタウン       | 214,999 km 2 （83,012平方マイル）      | 779,006       | 3.62 / km 2 （9.4 /平方マイル）    |
|                      | ペルー （準加盟国）                 | リマ                 | 1,285,220 km 2 （496,230平方マイル）   | 31,989,260    | 24.89 / km 2 （64.5 /平方マイル）  |
|                      | スリナム （準加盟国）               | パラマリボ           | 163,270 km 2 （63,040平方マイル）      | 575,990       | 3.52 / km 2 （9.1 /平方マイル）    |
|                      | メキシコ （オブザーバー国）         | メキシコシティ       | 1,972,550 km 2 （761,610平方マイル）   | 126,190,788   | 63.97 / km 2 （165.7 /平方マイル） |
|                      | ニュージーランド （オブザーバー国） | ウェリントン         | 268,021 km 2 （103,483平方マイル）     | 4,743,131     | 17.69 / km 2 （45.8 /平方マイル    |
| 合計                 | 合計                                | 合計                 | 19,966,080 km2 (7,708,950 sq mi)       | 554,228,825   | 27.75/km2 (71.9/sq mi)             |
| 合計（正加盟国のみ） | 合計（正加盟国のみ）                | 合計（正加盟国のみ） | 11,864,737 km2 (4,581,001 sq mi)       | 264,235,824   | 22.27/km2 (57.7/sq mi)             |

- 2012年6月29日閉幕のメルコスール首脳会議（開催地：アルゼンチン　メンドーサ市）にて、政変のあったパラグアイの一時資格停止が決定した。
- ベネズエラに関しては2017年8月5日、ブラジルのサンパウロで緊急外相会議が開かれ、無期限資格停止が決定した。

## 沿革
- 1991年：共同体市場創設（メルコスール発足）を目標とするアスンシオン条約が締結。
- 1995年1月：ブラジル、アルゼンチン、ウルグアイ、パラグアイの4カ国で発足。
- 1996年：チリが準加盟国入り。
- 1997年：ボリビアが準加盟国入り。
- 2000年4月：メルコスール会合において、将来的な共通通貨の創設を発表。
- 2003年11月：ペルーが準加盟国入り。アンデス・グループ（アンデス共同体）と自由貿易協定を締結。
- 2004年：エクアドルが準加盟国入り。7月にベネズエラ、コロンビアが準加盟国入り。メキシコも加盟の手続きに入った。
- 2005年5月：中東のペルシャ湾岸諸国と自由貿易協定の締結に向けて交渉開始した。
- 2006年7月：2年前に準加盟していたベネズエラが正式加盟、人口約2億6500万、GDP合計約1兆400億ドルの自由貿易圏へと発展。
- 2023年12月7日：ボリビアが正式加盟。